# Washington Commanders
Washington Commanders – zawodowy zespół futbolu amerykańskiego z siedzibą w miejscowości Landover w stanie Maryland, w pobliżu Waszyngtonu. Drużyna jest obecnie członkiem Dywizji Wschodniej NFC w konferencji NFC w lidze NFL. Do 2019 zespół nosił nazwę Washington Redskins, a w latach 2020–2021 Washington Football Team.
Zespół powstał w Bostonie w roku 1932 i przeniósł się do stolicy Stanów Zjednoczonych pięć sezonów później. Drużyna trzykrotnie wygrała Super Bowl w latach 1982–1991, za każdym razem pod wodzą Joe Gibbsa, który został ponownie głównym trenerem zespołu w roku 2004. W sezonie 2005, cztery mecze dla Redskins zagrał Aki Jones. Jones w sezonie 2010 grał dla The Crew Wrocław w Polskiej Lidze Futbolu Amerykańskiego.
W 2009 roku magazyn The Forbes oszacował wartość zespołu na około 1,6 mld dolarów, co daje mu drugie miejsce za Dallas Cowboys wśród wszystkich klubów amerykańskich niezależnie od dyscypliny sportowej i jest porównywalne jedynie z wartością angielskiego klubu piłkarskiego Manchester United.
Zawodnicy polskiego pochodzenia w Redskins: Ed Kawal (1937), Ted Lapka (1943–1944, 1946), John Koniszewski (1945–1946,1948), Joe Soboleski (1949), John Badaczewski (1949–1952), Dick Modzelewski (1953–1954), Vic Janowicz (1954–1955), Gene Cichowski (1958–1959), Johnny Olszewski (1958–1960), Joe Krakoski (1961), Jim Ninowski (1967–1968), Bill Malinchak (1970–1976), Pete Wysocki (1975–1980), Mark Rypien (1986–1993), Brian Kozlowski (2004–2007). Jako trenerzy: Ted Marchibroda (koordynator ofensywy 1972–1974).